# Atotonilco el Alto
Atotonilco el Alto es una ciudad de la región Ciénega, en el estado mexicano de Jalisco. Culturalmente es parte de los Altos de Jalisco. Se le denomina a esta localidad como La Puerta de los Altos. Fue parte de la Provincia de Nueva Galicia, actual Nayarit y Jalisco, en el Reino de Nueva Galicia entre su fundación y 1786, y de la Intendencia de Guadalajara de 1786 a 1821.
Por su ubicación, Atotonilco el Alto es un importante centro de comercio de la región, siendo punto intermedio entre Guadalajara, La Piedad, Ocotlán, La Barca y la ciudad de León, constituyendo con este último punto un importante tránsito por la propia región Alteña a la que pertenece.

## Etimología
El nombre Atotonilco viene de la lengua náhuatl:  atl (agua) - tecuilli (fogón) - co (lugar)  significa “lugar de agua caliente”

## Historia
La primera fundación estuvo a cargo de indios tarascos, la cual sucedió a finales de 1400, considerando erróneamente el mito de Taretan como verdadero. La conquista de esta región se realizó en junio de 1530, por Nuño de Guzmán. Su primer encomendero fue don Martín del Campo y su evangelización corrió a cargo de los frailes franciscanos. En 1551 Atotonilco fue dado en encomienda al conquistador Andrés de Villanueva.
En noviembre de 1824, el Congreso del Estado dispuso que el pueblo de Atotonilco, en lo sucesivo, tendría título de villa y se convertía, además, en la cabecera de departamento, comprendiendo Arandas y Ayo el Chico.
Posteriormente, el 15 de mayo de 1868, siendo gobernador de Jalisco Antonio Gómez Cuervo, se dispuso que la población de Atotonilco el Alto se erigiera en ciudad; categoría que conserva hasta la fecha.

### Fundación de Atotonilco el Alto[8]
Los orígenes del Municipio de Atotonilco el Alto, Jalisco, están estrechamente ligados a la historia del Estado de Michoacán, también llamado poderío Mechuaque. Fue Tariácuri el personaje unificador de las tribus del habla phore, que poblaron los entornos de los lagos michoacanos y cuyo nombre significa "los hombres del pescado y/o lugar de peces". Tariácuri, como gran guerrero, combatió a los mexicas y conquistó un área geográfica considerable, haciéndose llamar emperador o rey de reyes en su lengua: cazonci. Su vida transcurrió entre 1310 y 1400, año en que murió, viviendo así 90 años. Antes de fallecer, dejó su señorío dividido en 3 grandes reinos: a su sobrino Tangáxoan lo ubicó en Tzintzuntzan: "lugar de los colibríes", a Hiquíngare le dio por reino Pátzcuaro; a Hiripan lo hizo reinar en Hiuatzio.
Más tarde, el cazonci Tangáxoan unió los tres reinos y emprendió la expansión del gran señorío Mechuaca, extendiéndolo desde Querétaro y Guanajuato hasta Jalisco, llegando por estos lugares hasta Coina "lugar donde gritan los guajolotes", actualmente en el Municipio de Tototlán, Jal. y al lago de Chapala. Con esta conquista, el poderío mechuaque abarcó estas tierras de Atotonilco el Alto, y lo fijaron como frontera entre Mechuaca y Las Chichimequillas, es decir lo que es ahora Los Altos Norte de Jalisco, Aguascalientes y Zacatecas.
El Venero y Baño Ceremonial de Taretan, de nombre Phore, que significa "centro de sementeras", lo consideraron como un santuario de los cinco dioses mechuacas: Curicaeri, dios del fuego y creador; su celeste compañera Cuerauaperi, señora que da la vida (agua); Undebécuabecara, Tirepemexugápetí, y Xaratanga "la de las grandes orejas"; hermana de Curicaueri. 
Así, al enfermar una de las hijas del cazonci Tangáxuan llamada Tzitzintli o Tzitziqui: "flor hermana del colibrí" recibió el mandato del sumo sacerdote de Curicaueri, de traerla hasta este taumatargo manantial de Taretan: "santuario de los dioses", para que fuera bañada en sus templadas aguas, a lo cual Tangáxoan I, prometió fundar un pueblo cercano al manantial de Taretan. Con regia comitiva y baño ceremonial, se realizó el milagro de sanacíón de la princesa Tzíntintli, y así su padre Tangáxuan fundó este pueblo; siendo los tamemes de habla náhuatl que traía en su comitiva los que llamaron a este pueblo: Atl-Tecuilli-Co "lugar de agua caliente", creando su jeroglífico: una olla sobre tres tenamastes, que en escritura ideográfica se interpreta así. Atl= agua, tecuilli= fogón y co= lugar de.
Esta primera fundación de AltTecuilliCo, se fecha hacia 1430 según la expansión del imperio michoacano realizada por el cazonci Tangáxoan I, quien recibió a los conquistadores españoles cíen años después.
Alt-Tecuilli-Co es el más antiguo pueblo de esta región con sangre purépecha y mexica, pero que al ser fundado hispánicamente en 1530 por Nuño Beltrán de Guzmán, quien le impuso el nombre de "San Miguel Atotonilco el Alto", recibió así la sangre y herencia españolas.

## Economía
Principales sectores, productos y servicios
Agricultura
De los cultivos locales destacan el maíz, frambuesa, fresa, zarzamora, maguey-mezcal, sorgo, naranja, lima y limón.
Ganadería
Se cría ganado bovino de leche y carne, porcino, equino y diversas aves.
Pesca
Se explotan las especies de carpa criolla y carpa de Israel.
Industria
Las principales actividades industriales son la fabricación de tequila con empresas como Tequila 7 Leguas, Don Julio, El Viejito, 3 Magueyes, Rompope Atotonilli y Tequila Patrón. La empresa Sonora Agropecuaria (SASA) tiene una planta desde la que exporta carne de cerdo a países como Vietnam, Japón, Estados Unidos y Corea del Sur. También se encuentran en el municipio fábricas de harina con empresas como la Harinera Atotonilco, fábricas de calzado y abrigos como Andre Badi, entre otros. En la zona también se encuentra actividad industrial en la producción de aceites vegetales y chocolate; así como elaboración de artículos como cinturones tejidos y de pieles exóticas, chamarras, monturas y respaldos de asientos hechos en talleres caseros.

## Templos
Parroquia de San Miguel Arcángel, construida en el siglo XIX, tiene fachada con torre de cantera, de tres cuerpos y remate en forma de campana. La portada en cantera rosa es de estilo barroco; el interior tiene una cúpula que ostenta vitrales y columnas corintia. La torre de cantera morada fue diseñada por el Ilustre Arquitecto Francisco Eduardo Tres Guerras, y su enorme cúpula con apariencia de naranja, diseñadas por el Arq. Adamo Boari, constructor del Palacio de Bellas Artes en la Ciudad de México. 

## Presidentes municipales
Nombre Año

Florencio Luna 1902 

José Nuño Pérez 1927 

Ignacio Luis Velázquez 1932

Pedro Valle 1933

Manuel Ibarra 1934

Servodeo Hermosillo 1935

J.C. García 1935

Carlos Villagrán 1936

M. González 1937

Pedro Valle 1938

M. González 1939

Manuel González 1941

Jesús González Martínez 1945

Pedro Valle 1945

Pedro Aceves 1946-1949

J. Crescencio Romero Díaz 1947

Vicente Muñiz 1952

Pedro Ocegueda Hernández 1954-1955

Manuel Navarro Ruiz 1955-1958

Félix Ramírez 1958-1961

J. Crescencio Romero Díaz 1961-1964

Samuel Hernández Martín del Campo 1964-1967

Abel Hernández Muñiz 1967-1970

Carlos del Alba Hermosillo 1970-1973

José Saldaña Aguilar 1973-1976

Antonio Flores Zaher 1976-1979

Pedro Ocegueda Hernández 1979-1980

Jorge Gómez Aceves 1980-1982>
Salvador Cordova Ibarra 1982-1985
Luis Alberto Hernández Gutiérrez 1985-1988

Francisco Javier González García 1988-1992

Carlos Padilla Villarruel 1992-1995 

Héctor Manuel Camacho Hernández 1995-1997

Carlos Padilla Villarruel 1997–2000

Gustavo Ríos Aguiñaga 2000-2003

Carlos Padilla Villarruel 2003-2006

J Trinidad García Sepúlveda 2006-2009

Francisco Godínez Arias 2009-2012

Ramón Bañales 2012 - 2015

Miguel Ortega 2015-2018

Cruz Carrillo Solís 2018-2021

Aurelio Fonseca 2021-2024
Martha Liliana Padilla Ramírez  2024-

## Templo de San Miguel Arcángel
Construida en el siglo XVIII de estilo renacentista y plateresco. En honor al Santo Patrono. Con una cúpula diseñada por el alarife italiano Adamo Boari, Italiano que también diseñó el Palacio de Bellas Artes y el arquitecto Francisco Eduardo Tresguerras uno de los grandes exponentes del barroco mexicano y quien diseñó la torre. Perteneció a la Arquidiócesis de Guadalajara hasta 1973, para pasar al Obispado de San Juan de los Lagos. En la actualidad este emblemático templo se encuentra en restauración interna para rescatar y mostrar la pintura original y que caracterizó por muchos años este emblemático templo.